# نگویستکا
نگویستکا (به لاتین: Niewistka) یک روستا در لهستان است که در گمینا ددنگا واقع شده‌است. نگویستکا ۳۴۰ نفر جمعیت دارد.